# Арну, Амбруаз-Мари
Амбруаз-Мари Арну (в некоторых источниках Амбруаз-Анри; 1750 либо 26 марта 1757, Дижон — 4 июля 1812, Париж) — французский учёный в области политической экономии, научный писатель, политик.

## Биография
Образование получил в родном городе, после чего переехал в Париж, где занимался экономическими и финансовыми исследованиями. Был активным участником Великой французской революции и с того момента занимался политикой, включая периоды Революции, Директории, Консулата и Первой Империи. В частности, в 1791 году был назначен заместителем главы бюро метрологии и торговли, затем состоял членом Национального конвента и после падения Робеспьера был вынужден на некоторое время бежать из страны. Затем вошёл в состав комитета по финансам в Совете старейшин, где занимался вопросами торговли и выступал за восстановление налога на соль; спустя год покинул этот орган и вошёл в состав Совета пятисот от Парижа. После прихода к власти Наполеона Бонапарта вошёл в состав временной законодательной комиссии, а затем Трибуната, будучи его секретарём. После упразднения Трибуната стал главным контролёром счётной палаты в чине государственного советника, а в мае 1808 года получил почётное звание рыцаря Империи.
Всю свою жизнь параллельно с политической карьерой он занимался политической экономией и в первую очередь известен как автор пяти крупных и значимых для своего времени трудов по данной области знаний. В 1791 году им было выпущено сочинение «De la balance du commerce…», в 1795 году переизданное в Париже в двух томах формата in-4 с приложением большого количества карт и таблиц. Эта книга, охватывающая большое количество тем, примечательна в первую очередь обилием приводимых в ней фактов и высоко оценивалась современниками, а также использовалась и в XIX веке. В 1797 году вышла вторая книга его авторства, «Système maritime politique» (1 том в формате in-8), в которой подвергался критике существовавший в то время торговый баланс. В 1806 году была выпущена работа «Histoire générale des finances de France» (Париж, формат in-4), уже в XIX веке оценивавшая исследователями крайне негативно из-за обилия ошибок, допущенных автором по причине больших пробелов в знаниях тогдашней исторической науки о древней истории Франции в целом и малого количества исторических данных о становлении в стране финансового дела. Кроме того, им были написаны два памфлета, опубликованных во время Революции: «Répartition de la contribution foncière» (Париж, 1791, формат in-8), «Point de terrorisme contre les assignats» (Париж, 1794, формат in-8).